# パンノニア海

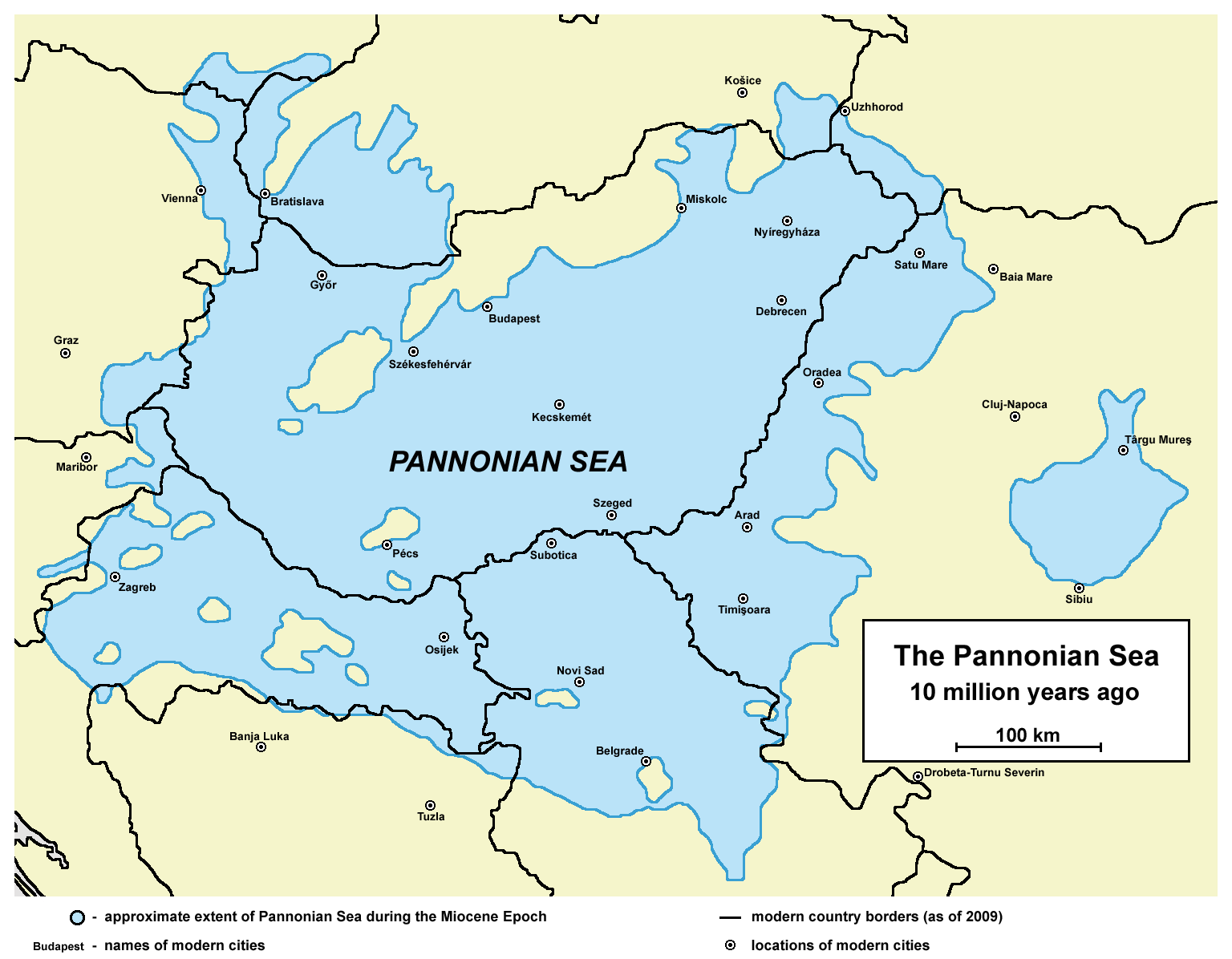
中新世ごろのパンノニア海と現代の国境および都市

パンノニア海（パンノニアかい）は、現在中央ヨーロッパのパンノニア平原と呼ばれる場所に存在した、浅い古代の海。パンノニア海は中新世から鮮新世にかけて存在していた。この期間にパンノニア盆地には3から4kmの海洋堆積物が堆積した。
パンノニア海は、中新世後期（約1000万年前）に分裂したパラテチス海の一部であった。パラテチス海は現在のロナ湾、バイエルン、ウィーン盆地の場所で地中海とつながっていた。

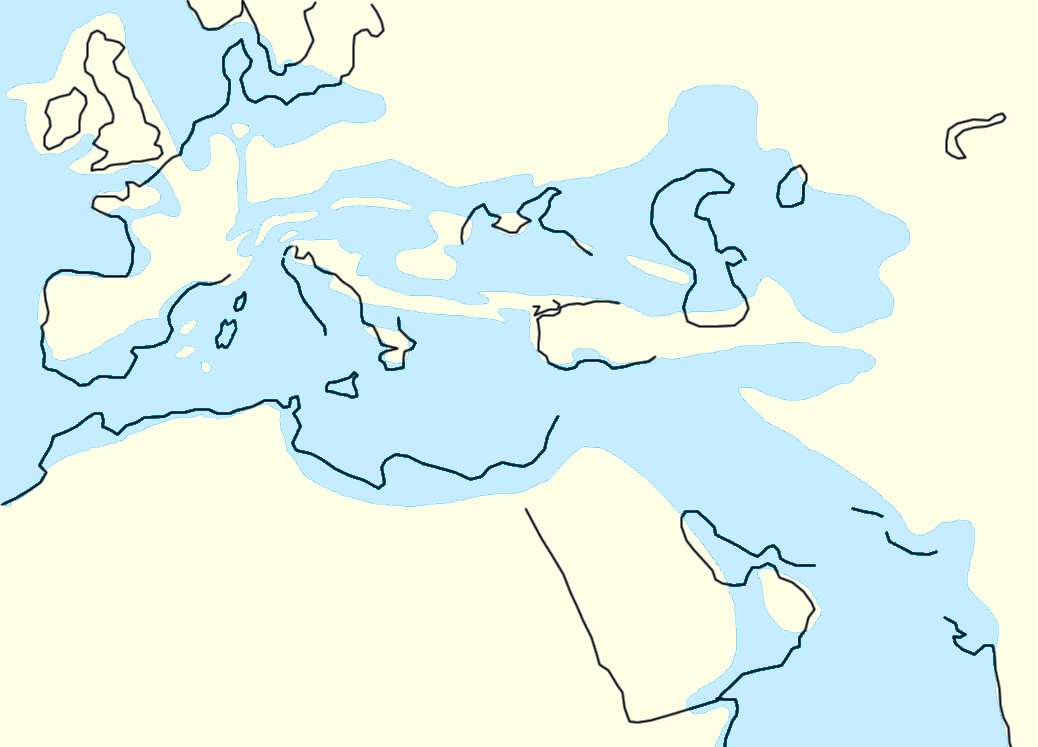
漸新世ルペリアンのパラテチス海と現代の海岸線

パンノニア海は鉄門でワラキア・黒海盆地にあった別の海とつながっていた。最大時にはパンノニア海はセルビア南部まで広がっており、現在のモラヴァ川渓谷に位置したパンノニア海の湾は Grdelica Gulch や Vranje Depressionま で伸び、プレシェヴォ渓谷を経由してエーゲ海とつながっていた。
パンノニア海はおよそ900万年間存在した。最後の場所は更新世中期、およそ60万年前に消滅した。パンノニア海の水は現在のドナウ川鉄門から流れ出し、後に広大なパンノニア平原を残した。